# Grand Prix moto de Rio de Janeiro 1997
Le  Grand Prix moto de Rio de Janeiro 1997 est la dixième manche du championnat du monde de vitesse moto 1997. La compétition s'est déroulée du 1er au 3 août 1997 sur l'Autódromo Internacional Nelson Piquet connu sous le nom de Jacarepaguá.
C'est la troisième édition du Grand Prix moto de Rio de Janeiro.

## Classement 500 cm3
| Pos  | Pilote              | Constructeur | Temps/Écart     | Points |
| ---- | ------------------- | ------------ | --------------- | ------ |
| 1    | Mickael Doohan      | Honda        | 45 min 05 s 793 | 25     |
| 2    | Tadayuki Okada      | Honda        | +0 s 706        | 20     |
| 3    | Luca Cadalora       | Yamaha       | +22 s 535       | 16     |
| 4    | Nobuatsu Aoki       | Honda        | +23 s 493       | 13     |
| 5    | Norifumi Abe        | Yamaha       | +23 s 769       | 11     |
| 6    | Jurgen Fuchs        | Elf 500      | +29 s 435       | 10     |
| 7    | Doriano Romboni     | Aprilia      | +41 s 674       | 9      |
| 8    | Jean-Michel Bayle   | Modenas      | +44 s 113       | 8      |
| 9    | Régis Laconi        | Honda        | +1 min 02 s 722 | 7      |
| 10   | Anthony Gobert      | Suzuki       | +1 min 06 s 351 | 6      |
| 11   | Jurgen vd Goorbergh | Honda        | +1 min 09 s 161 | 5      |
| 12   | Kirk McCarthy       | ROC Yamaha   | +1 min 25 s 393 | 4      |
| 13   | Daryl Beattie       | Suzuki       | +1 min 27 s 215 | 3      |
| 14   | Alberto Puig        | Honda        | +1 min 28 s 898 | 2      |
| 15   | Lucio Pedercini     | Yamaha       | +1 min 50 s 890 | 1      |
| 16   | Laurent Naveau      | ROC Yamaha   | +1 tour         |        |
| 17   | Frédéric Protat     | Honda        | +1 tour         |        |
| Abd. | Juan Borja          | Elf 500      | Abandon         |        |
| Abd. | Kenny Roberts Jr    | Modenas      | Abandon         |        |
| Abd. | Sete Gibernau       | Yamaha       | Abandon         |        |
| Abd. | Carlos Checa        | Honda        | Abandon         |        |
| Abd. | Alex Barros         | Honda        | Abandon         |        |

## Classement 250 cm3
| Pos  | Pilote               | Constructeur | Temps/Écart     | Points |
| ---- | -------------------- | ------------ | --------------- | ------ |
| 1    | Olivier Jacque       | Honda        | 42 min 09 s 114 | 25     |
| 2    | Tetsuya Harada       | Aprilia      | +0 s 233        | 20     |
| 3    | Tohru Ukawa          | Honda        | +6 s 088        | 16     |
| 4    | Loris Capirossi      | Aprilia      | +15 s 065       | 13     |
| 5    | Max Biaggi           | Honda        | +22 s 377       | 11     |
| 6    | Stefano Perugini     | Aprilia      | +31 s 888       | 10     |
| 7    | Haruchika Aoki       | Honda        | +47 s 291       | 9      |
| 8    | Takeshi Tsujimura    | TSR-Honda    | +50 s 732       | 8      |
| 9    | Sebastian Porto      | Aprilia      | +52 s 808       | 7      |
| 10   | Jeremy McWilliams    | Honda        | +53 s 489       | 6      |
| 11   | Cristiano Migliorati | Honda        | +1 min 00 s 520 | 5      |
| 12   | Ralf Waldmann        | Honda        | +1 min 04 s 124 | 4      |
| 13   | Luca Boscoscuro      | Honda        | +1 min 05 s 342 | 3      |
| 14   | Emilio Alzamora      | Honda        | +1 min 07 s 396 | 2      |
| 15   | José Luis Cardoso    | Yamaha       | +1 min 09 s 352 | 1      |
| 16   | Giuseppe Fiorillo    | Aprilia      | +1 min 10 s 294 |        |
| 17   | Oliver Petrucciani   | Aprilia      | +1 min 37 s 897 |        |
| 18   | Kurtis Roberts       | Honda        | +1 min 57 s 163 |        |
| 19   | Eustaquio Gavira     | Aprilia      | +1 tour         |        |
| Abd. | Idalio Gavira        | Aprilia      | Abandon         |        |
| Abd. | Federico Gartner     | Honda        | Abandon         |        |
| Abd. | Luis d'Antin         | Yamaha       | Abandon         |        |
| Abd. | Johann Stigefelt     | Suzuki       | Abandon         |        |
| Abd. | William Costes       | Honda        | Abandon         |        |
| Abd. | Noriyasu Numata      | Suzuki       | Abandon         |        |
| Abd. | Osamu Miyazaki       | Yamaha       | Abandon         |        |

## Classement 125 cm3
| Pos  | Pilote                 | Constructeur | Temps/Écart     | Points |
| ---- | ---------------------- | ------------ | --------------- | ------ |
| 1    | Valentino Rossi        | Aprilia      | 42 min 32 s 218 | 25     |
| 2    | Noboru Ueda            | Honda        | +1 s 379        | 20     |
| 3    | Youichi Ui             | Yamaha       | +8 s 481        | 16     |
| 4    | Tomomi Manako          | Honda        | +9 s 015        | 13     |
| 5    | Kazuto Sakata          | Aprilia      | +27 s 102       | 11     |
| 6    | Mirko Giansanti        | Honda        | +27 s 240       | 10     |
| 7    | Jorge Martínez         | Aprilia      | +27 s 391       | 9      |
| 8    | Lucio Cecchinello      | Honda        | +27 s 454       | 8      |
| 9    | Frédéric Petit         | Honda        | +27 s 582       | 7      |
| 10   | Masaki Tokudome        | Aprilia      | +27 s 731       | 6      |
| 11   | Roberto Locatelli      | Honda        | +27 s 981       | 5      |
| 12   | Steve Jenkner          | Aprilia      | +37 s 002       | 4      |
| 13   | Garry McCoy            | Aprilia      | +37 s 228       | 3      |
| 14   | Gino Borsoi            | Yamaha       | +39 s 196       | 2      |
| 15   | Enrique Maturana       | Yamaha       | +39 s 514       | 1      |
| 16   | Yoshiaki Katoh         | Yamaha       | +48 s 621       |        |
| 17   | Masao Azuma            | Honda        | +57 s 139       |        |
| 18   | Ivan Goi               | Aprilia      | +1 min 03 s 048 |        |
| 19   | Josep Sarda            | Honda        | +1 min 07 s 347 |        |
| 20   | Dirk Raudies           | Honda        | +1 min 12 s 489 |        |
| 21   | Adilson Zaccari        | Honda        | +1 tour         |        |
| 22   | Cesar Barros           | Honda        | +1 tour         |        |
| 23   | Carlos Medeiros        | Honda        | +1 tour         |        |
| 24   | Renato Velludo         | Honda        | +1 tour         |        |
| 25   | Eraldo Tome            | Honda        | +1 tour         |        |
| Abd. | Benny Jerzenbeck       | Honda        | Abandon         |        |
| Abd. | Cristiano Irias-Vieira | Honda        | Abandon         |        |
| Abd. | Angel Nieto Jr         | Aprilia      | Abandon         |        |
| Abd. | Jaroslav Huleš         | Honda        | Abandon         |        |
| Abd. | Manfred Geissler       | Aprilia      | Abandon         |        |
| Abd. | Gianluigi Scalvini     | Honda        | Abandon         |        |